# 川畑伸吾
川畑伸吾（かわばた しんご、1978年5月15日 - ）は、日本の陸上競技選手。専門は短距離走。身長175cm、体重70kg。鹿児島県出身。鹿児島城西高等学校、法政大学、群馬綜合ガードシステム（現在のALSOK群馬）を経て、現在は東京工学院専門学校スポーツビジネス科教員。

## 主な経歴
鹿児島城西高の3年時に、インターハイと国体（少年男子A）の100mを制して2冠を達成した。
2000年9月2日に東京都国立競技場で行われた第69回日本インカレの100m決勝において、10秒11の日本学生新記録（当時）と大会新記録（当時）を樹立して優勝した。また、この記録は日本歴代3位（当時）のタイムであり、国立競技場における日本人最速記録である。
同月、シドニーで行われたオリンピックの日本代表に選出されて100mと4×100mリレーに出場した。100mは2次予選で敗退したが、4×100mリレーでは予選と準決勝で日本チーム（川畑－伊東浩司－末續慎吾－朝原宣治）の第1走を務め、準決勝では38秒31のアジアタイ記録（当時）をマークして決勝に進出した。しかし、準決勝で脚に痙攣を起こしたために決勝は欠場となった。
2001年5月に大阪で行われた第3回東アジア大会の4×100mリレーで日本チーム（川畑－安井章泰－末續慎吾－石塚英樹）の第1走を務め、38秒93の大会新記録（当時）を樹立して金メダルを獲得した。
同年8-9月に北京で行われたユニバーシアードで日本選手団の旗手を務めた。4×100mリレーでは日本チーム（川畑－奈良賢司－奥迫政之－大前祐介）の第1走を務めて金メダルを獲得した。これはユニバーシアード同種目における日本初の金メダルだった。
同年9月15日に横浜で行われたスーパー陸上の100m＋200m＋300m＋400mリレーで日本選抜Bチーム（川畑－朝原宣治－田端健児－小坂田淳）の第1走を務め、1分48秒27の日本新記録を樹立した。
国体の成年男子100mでは、2002年と2003年に優勝し連覇を達成した。3連覇がかかった2004年は惜しくも2位に終わったが、2005年には再び優勝を果たした。

## 主要大会成績
備考欄の記録は当時のもの
| 年   | 大会                    | 場所     | 種目    | 結果          | 記録          | 備考                               |
| ---- | ----------------------- | -------- | ------- | ------------- | ------------- | ---------------------------------- |
| 1996 | 世界ジュニア選手権 (en) | シドニー | 100m    | 2次予選3組5着 | 10秒88 (-1.5) |                                    |
| 1996 | 世界ジュニア選手権 (en) | シドニー | 4x100mR | 5位           | 39秒75 (4走)  |                                    |
| 2000 | オリンピック            | シドニー | 100m    | 2次予選1組8着 | 10秒60 (-1.7) |                                    |
| 2000 | オリンピック            | シドニー | 4x100mR | 準決勝2組3着  | 38秒31 (1走)  | アジアタイ記録 決勝進出            |
| 2001 | 世界室内選手権          | リスボン | 60m     | 準決勝1組8着  | 6秒85         |                                    |
| 2001 | 東アジア大会 (en)       | 大阪     | 100m    | 6位           | 10秒58 (0.0)  |                                    |
| 2001 | 東アジア大会 (en)       | 大阪     | 4x100mR | 優勝          | 38秒93 (1走)  | 大会新記録                         |
| 2001 | ユニバーシアード (en)   | 北京     | 100m    | 準決勝1組7着  | 10秒43 (+1.5) |                                    |
| 2001 | ユニバーシアード (en)   | 北京     | 4x100mR | 優勝          | 38秒77 (1走)  | ユニバーシアード同種目初の金メダル |
| 2003 | アジア選手権 (en)       | マニラ   | 100m    | 4位           | 10秒42 (0.0)  |                                    |
| 2003 | アジア選手権 (en)       | マニラ   | 4x100mR | 3位           | 39秒59 (2走)  |                                    |
| 2005 | 東アジア大会 (en)       | マカオ   | 100m    | 2位           | 10秒54 (-1.4) |                                    |
| 2005 | 東アジア大会 (en)       | マカオ   | 4x100mR | 優勝          | 39秒61 (1走)  |                                    |

## 自己ベスト
| 種目              | 記録              | 年月日         | 場所     | 備考             |
| ----------------- | ----------------- | -------------- | -------- | ---------------- |
| 100m              | 10秒11 (+0.3m/s)  | 2000年9月2日   | 東京都   | 元日本学生記録   |
| 200m              | 20秒74 (+0.2 m/s) | 2003年10月12日 | 前橋市   |                  |
| 4x100mR           | 38秒31 (1走)      | 2000年9月29日  | シドニー | 元アジアタイ記録 |
| 100+200+300+400mR | 1分48秒27 (1走)   | 2001年9月15日  | 横浜市   | 日本記録         |